# Узунов, Константин Алексеевич
Константин Алексеевич Узунов (родился 19 апреля 1994 года в Красноярске) — российский регбист, девятый номер Енисей-СТМ и сборной России.

## Биография

### Карьера игрока
Воспитанник школы «Енисей-СТМ». Играть начал в любительской команде «Большая Мурта». Летом 2016 года дебютировал в основной команде. За 3 года профессионального регби Узунов трижды становился чемпионом России, также в его достижениях Кубок и Суперкубок страны. На европейской арене Константин 2-кратный обладатель «Континентального Щита».

### Карьера в сборной
В апреле 2013 года Константин Узунов съездил в Испанию, на первенство Европы по регби-7, где в составе сборной страны до 19 лет завоевал серебряную медаль. В 2016 году, после дебюта за «Енисей-СТМ», был призван в ряды сборной на североамериканское турне, где дебютировал в матче против Канады на позиции 14-го номера.

### Достижения
- Чемпион России — 2016, 2017, 2018.
- Обладатель Кубка России — 2016, 2017.